# معاویه ولد سید احمد طایع
معاویه ولد سید احمد طایع (عربی: معاوية ولد سيد أحمد الطايع؛ زادهٔ ۲۸ نوامبر ۱۹۴۱) یک سیاست‌مدار و نظامی اهل موریتانی است.وی از دسامبر ۱۹۸۴ تا اوت ۲۰۰۵ رئیس‌جمهور این کشور بود.